# Classificació de les aranyes

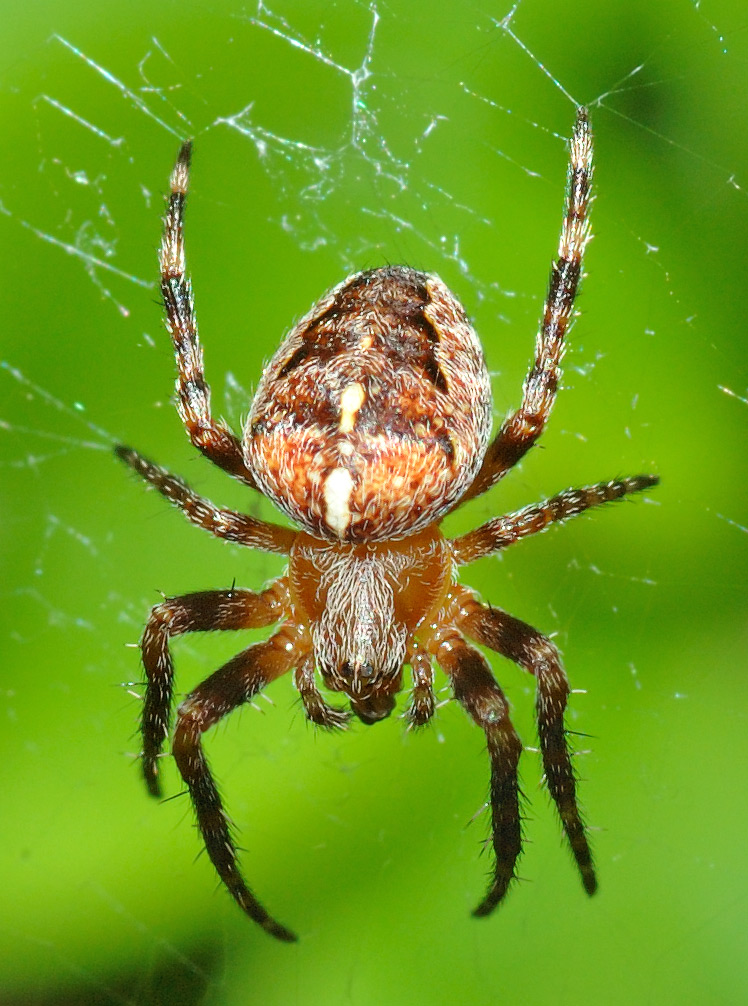
Araneus diadematus, un aranèid.

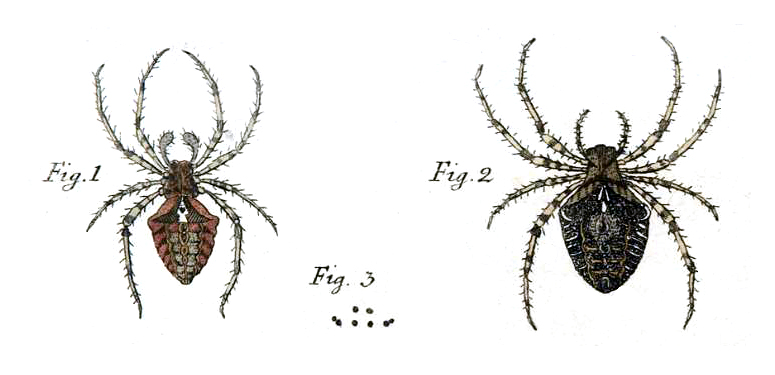
Imatges d' Araneus angulatus a Svenska Spindlar (1757), la primera gran obra sobre taxonomia de les aranyes.

La classificació de les aranyes és l'organització taxonòmica dels membres de l'ordre Araneae, dins la classe Arachnida dels artròpodes, amb unes 52.240 espècies descrites. Aquesta xifra es va modificant constantment perquè hi ha moltes espècies que encara no s'han descobert o són exemplars emmagatzemats en col·leccions que esperen ser descrits i classificats. S'estima que només s'han descrit entre un terç i la meitat del nombre total d'espècies existents.
Els aracnòlegs habitualment divideixen les aranyes dintre de dos subordres i 134 famílies. La intensa activitat investigadora cada vegada que es descobreixen noves espècies o es reconeixen espècies sinònimes, el nombre total canvia i mai pot reflectir l'estat actual de manera definitiva. Per tant, les dades sobre el nombre d'espècies d'aranyes han de servir com a referent orientatiu (vegeu la taula amb famílies i espècies al final de l'article). Amb data del 17 d'agost de 2024 la xifra que apareix al World Spider Catalog és de 52.241 espècies d'aranyes.

## Història
Els inicis de la taxonomia de les aranyes es remunta a l'obra del naturalista suec Carl Alexander Clerck, que l'any 1757 va publicar els primers noms científics binomials d'unes 67 espècies d'aranyes en la seva obra Svenska Spindlar ("Aranyes sueques"), un any abans que Linnaeus publiqués el nom de més de 30 aranyes en la seva gran obra Systema Naturae. En els següents 250 anys, milers d'espècies més han estat descrites per investigadors de tot el món, tot i que una dotzena de especialites són responsables de més d'un terç de totes les espècies descrites. Entre els autors més prolífics cal citar Eugène Simon (França), Norman I. Platnick i Herbert Walter Levi (Estats Units), Embrik Strand (Noruega), i Tamerlan Thorell (Suècia), cadascun de les quals ha descrit més de 1.000 espècies.

## Visió general filogenètica
A un nivell molt general, hi ha un ampli acord sobre la filogènia i la classificació de les aranyes, que es resumeix en el cladograma següent.
| Araneomorphae | \| \| Hypochiloidea \| \| \| \| \| \| Austrochiloidea \| \| \| \| \| \| Haplogynae \| \| \| \| \| \| Entelegynae \| \| \| \| |
|               | \| \| Hypochiloidea \| \| \| \| \| \| Austrochiloidea \| \| \| \| \| \| Haplogynae \| \| \| \| \| \| Entelegynae \| \| \| \| |
|               | Hypochiloidea |
|               | |
|               | Austrochiloidea |
|               | |
|               | Haplogynae |
|               | |
|               | Entelegynae |
|               | |

|  | Hypochiloidea   |
|  |                 |
|  | Austrochiloidea |
|  |                 |
|  | Haplogynae      |
|  |                 |
|  | Entelegynae     |
|  |                 |

| Araneomorphae | \| \| Hypochiloidea \| \| \| \| \| \| Austrochiloidea \| \| \| \| \| \| Haplogynae \| \| \| \| \| \| Entelegynae \| \| \| \| |
|               | \| \| Hypochiloidea \| \| \| \| \| \| Austrochiloidea \| \| \| \| \| \| Haplogynae \| \| \| \| \| \| Entelegynae \| \| \| \| |
|               | Hypochiloidea |
|               | |
|               | Austrochiloidea |
|               | |
|               | Haplogynae |
|               | |
|               | Entelegynae |
|               | |

|  | Hypochiloidea   |
|  |                 |
|  | Austrochiloidea |
|  |                 |
|  | Haplogynae      |
|  |                 |
|  | Entelegynae     |
|  |                 |

| Araneomorphae | \| \| Hypochiloidea \| \| \| \| \| \| Austrochiloidea \| \| \| \| \| \| Haplogynae \| \| \| \| \| \| Entelegynae \| \| \| \| |
|               | \| \| Hypochiloidea \| \| \| \| \| \| Austrochiloidea \| \| \| \| \| \| Haplogynae \| \| \| \| \| \| Entelegynae \| \| \| \| |
|               | Hypochiloidea |
|               | |
|               | Austrochiloidea |
|               | |
|               | Haplogynae |
|               | |
|               | Entelegynae |
|               | |

|  | Hypochiloidea   |
|  |                 |
|  | Austrochiloidea |
|  |                 |
|  | Haplogynae      |
|  |                 |
|  | Entelegynae     |
|  |                 |

| Araneomorphae | \| \| Hypochiloidea \| \| \| \| \| \| Austrochiloidea \| \| \| \| \| \| Haplogynae \| \| \| \| \| \| Entelegynae \| \| \| \| |
|               | \| \| Hypochiloidea \| \| \| \| \| \| Austrochiloidea \| \| \| \| \| \| Haplogynae \| \| \| \| \| \| Entelegynae \| \| \| \| |
|               | Hypochiloidea |
|               | |
|               | Austrochiloidea |
|               | |
|               | Haplogynae |
|               | |
|               | Entelegynae |
|               | |

|  | Hypochiloidea   |
|  |                 |
|  | Austrochiloidea |
|  |                 |
|  | Haplogynae      |
|  |                 |
|  | Entelegynae     |
|  |                 |

| Araneomorphae | \| \| Hypochiloidea \| \| \| \| \| \| Austrochiloidea \| \| \| \| \| \| Haplogynae \| \| \| \| \| \| Entelegynae \| \| \| \| |
|               | \| \| Hypochiloidea \| \| \| \| \| \| Austrochiloidea \| \| \| \| \| \| Haplogynae \| \| \| \| \| \| Entelegynae \| \| \| \| |
|               | Hypochiloidea |
|               | |
|               | Austrochiloidea |
|               | |
|               | Haplogynae |
|               | |
|               | Entelegynae |
|               | |

|  | Hypochiloidea   |
|  |                 |
|  | Austrochiloidea |
|  |                 |
|  | Haplogynae      |
|  |                 |
|  | Entelegynae     |
|  |                 |

| Araneomorphae | \| \| Hypochiloidea \| \| \| \| \| \| Austrochiloidea \| \| \| \| \| \| Haplogynae \| \| \| \| \| \| Entelegynae \| \| \| \| |
|               | \| \| Hypochiloidea \| \| \| \| \| \| Austrochiloidea \| \| \| \| \| \| Haplogynae \| \| \| \| \| \| Entelegynae \| \| \| \| |
|               | Hypochiloidea |
|               | |
|               | Austrochiloidea |
|               | |
|               | Haplogynae |
|               | |
|               | Entelegynae |
|               | |

|  | Hypochiloidea   |
|  |                 |
|  | Austrochiloidea |
|  |                 |
|  | Haplogynae      |
|  |                 |
|  | Entelegynae     |
|  |                 |

| Araneomorphae | \| \| Hypochiloidea \| \| \| \| \| \| Austrochiloidea \| \| \| \| \| \| Haplogynae \| \| \| \| \| \| Entelegynae \| \| \| \| |
|               | \| \| Hypochiloidea \| \| \| \| \| \| Austrochiloidea \| \| \| \| \| \| Haplogynae \| \| \| \| \| \| Entelegynae \| \| \| \| |
|               | Hypochiloidea |
|               | |
|               | Austrochiloidea |
|               | |
|               | Haplogynae |
|               | |
|               | Entelegynae |
|               | |

|  | Hypochiloidea   |
|  |                 |
|  | Austrochiloidea |
|  |                 |
|  | Haplogynae      |
|  |                 |
|  | Entelegynae     |
|  |                 |

| Araneomorphae | \| \| Hypochiloidea \| \| \| \| \| \| Austrochiloidea \| \| \| \| \| \| Haplogynae \| \| \| \| \| \| Entelegynae \| \| \| \| |
|               | \| \| Hypochiloidea \| \| \| \| \| \| Austrochiloidea \| \| \| \| \| \| Haplogynae \| \| \| \| \| \| Entelegynae \| \| \| \| |
|               | Hypochiloidea |
|               | |
|               | Austrochiloidea |
|               | |
|               | Haplogynae |
|               | |
|               | Entelegynae |
|               | |

|  | Hypochiloidea   |
|  |                 |
|  | Austrochiloidea |
|  |                 |
|  | Haplogynae      |
|  |                 |
|  | Entelegynae     |
|  |                 |

Els tres clades principals en què es dividixen les aranyes es mostren en negreta; a data de 2015, solen classificar-se en dos subordres: Mesothelae i Opisthothelae, aquest darrer amb dos infraordres, Mygalomorphae i Araneomorphae. Els mesotels (Mesothelae), amb només 9 espècies, constitueixen una proporció insignificant del total d'unes 52.200 espècies conegudes. Les espècies de migalomorfs (Mygalomorphae) constitueixen aproximadament el 6% del total, i el 94% restant són araneomorfs (Araneomorphae).
Les Araneomorphae es divideixen en dos grups principals: les Haplogynae i les Entelegynae. Les Haplogynae representen aproximadament el 10% del total d'espècies d'aranyes; i les Entelegynae, aproximadament el 83%. L'any 2015, les relacions filogenètiques entre Haplogynae, Entelegynae i els dos grups més petits Hypochiloidea i Austrochiloidea, eren encara objecte de discussió. Alguns consideren tant les Hypochiloidea com les Austrochiloidea fora de les Haplogynae. D'altres especialistes situen les Austrochiloidea entre les Haplogynae i les Entelegynae. I les Hypochiloidea també s'han agrupat amb les Haplogynae. Propostes anteriors consideraven les Hypochiloidea com a únics representants d'un grup anomenat Paleocribellatae, amb tots els altres araneomorfs col·locats dins les Neocribellatae.

### Haplogines i entelegines
Les aranyes haplogines (Haplogynae) són un grup d'araneomorfs amb una anatomia reproductiva masculina i femenina més simple que les entelegines (Entelegynae). Igual que els mesotels i els migalomorfs, les femelles només tenen una única obertura genital (gonòpor), usada tant per a la copulació com per als ous. Els mascles tenen bulbs copuladors menys complexos que els de les Entelegynae. Encara que alguns estudis basats tant en la morfologia com en l'ADN suggereixen que les Haplogynae formen un grup monofilètic (és a dir, comprenen tots els descendents d'un ancestre comú), aquesta hipòtesi es considera que té un "recolzament feble", ja que la major part dels trets distintius del grup que són heretats dels avantpassats estan compartits amb altres grups d'aranyes, en lloc de ser clarament indicatius d'un origen comú diferenciat (és a dir, sinapomorfes). Una hipòtesi filogenètica basada en dades moleculars mostra a les Haplogynae com un grup parafilètic que condueix a Austrochilidae i Entelegynae.
Les Entelegynae tenen una anatomia reproductiva més complexa: les femelles tenen dos "porus copulatoris" a més del porus genital únic d'altres grups d'aranyes. Els mascles tenen bulbs palpals complexos, que coincideixen amb les estructures genitals femenines (epigí). La monofilia del grup està ben recolzada tant en estudis morfològics com moleculars. La filogènia interna de les Entelegynae ha estat objecte de molta investigació. Dos grups dins d'aquest clade contenen les úniques aranyes que fan que les teranyines orbitals verticals: les Deinopoidea són cribel·lades; les propietats adhesives de les seves xarxes es creen amb paquets de milers de bucles de seda seca extremadament fines; les Araneoidea són acribel·lades: les propietats adhesives de les seves teles estan creades per gotes fines de "cola". Malgrat aquestes diferències, les xarxes dels dos grups són similars en la seva geometria global. La història evolutiva de les Entelegynae està, doncs, íntimament relacionada amb la història evolutiva de les teranyines orbitals. Una hipòtesi és que hi ha un clade únic, Orbiculariae, que agrupa les aranyes que fan teranyines orbitals, i els seus avantpassats desenvolupen teranyines orbitals. Una revisió del 2014 va arribar a la conclusió que hi ha una forta evidència que les teranyines orbitals van evolucionar només una vegada, encara que això només és un suport feble per a considerar la monofília de les Orbiculariae. Una possible filogènia es la que mostra a continuació; el tipus de teranyina es mostra per a cada node terminal en funció de la freqüència d'aparició.
|  | Deinopoidea – teranyina orbital |
|  | |
|  | \| \| Nicodamidae – teranyina aèria en fulla \| \| \| \| \| \| Araneoidea – teranyina orbital; teranyina aèria en fulla; teranyina irregular; sense teranyina \| \| \| \| |
|  | |
|  | Nicodamidae – teranyina aèria en fulla |
|  | |
|  | Araneoidea – teranyina orbital; teranyina aèria en fulla; teranyina irregular; sense teranyina                                                                            |
|  | |

|  | Nicodamidae – teranyina aèria en fulla                                                         |
|  |                                                                                                |
|  | Araneoidea – teranyina orbital; teranyina aèria en fulla; teranyina irregular; sense teranyina |
|  |                                                                                                |

|  | Deinopoidea – teranyina orbital |
|  | |
|  | \| \| Nicodamidae – teranyina aèria en fulla \| \| \| \| \| \| Araneoidea – teranyina orbital; teranyina aèria en fulla; teranyina irregular; sense teranyina \| \| \| \| |
|  | |
|  | Nicodamidae – teranyina aèria en fulla |
|  | |
|  | Araneoidea – teranyina orbital; teranyina aèria en fulla; teranyina irregular; sense teranyina                                                                            |
|  | |

|  | Nicodamidae – teranyina aèria en fulla                                                         |
|  |                                                                                                |
|  | Araneoidea – teranyina orbital; teranyina aèria en fulla; teranyina irregular; sense teranyina |
|  |                                                                                                |

Si això és correcte, els membres més primerencs de les Entelegynae feien teranyines definides pel substrat sobre el qual estaven col·locades (per exemple, el sòl) en comptes de suspendre les teranyines orbitals. Les veritables teranyines orbitals van evolucionar una vegada, amb els avantpassats de les Orbiculariae, però es van modificar o es van perdre en alguns descendents.

### Orbiculariae
Una hipòtesi alternativa, recolzada per alguns estudis filogenètics moleculars, és que les Orbiculariae són parafilètiques, amb la filogènia de les Entelegynae tal com es mostra a continuació.
|  | Araneoidea – teranyina orbital; teranyina aèria en fulla; teranyina irregular; sense teranyina                                                                               |
|  | |
|  | \| \| RTA clade – sense teranyina; teranyina definida pel substrat \| \| \| \| \| \| Deinopoidea, Oecobiidae– teranyina orbital; teranyina definida pel substrat \| \| \| \| |
|  | |
|  | RTA clade – sense teranyina; teranyina definida pel substrat |
|  | |
|  | Deinopoidea, Oecobiidae– teranyina orbital; teranyina definida pel substrat                                                                                                  |
|  | |

|  | RTA clade – sense teranyina; teranyina definida pel substrat                |
|  |                                                                             |
|  | Deinopoidea, Oecobiidae– teranyina orbital; teranyina definida pel substrat |
|  |                                                                             |

Des d'aquest punt de vista, les teranyines orbitals van evolucionar abans, i estan presents ja en els primers individus de les Entelegynae, i van derivar en més grups, fent evolucionar la complexitat de les teranyines, amb diferents tipus de teranyina que evolucionaren per separat més d'una vegada. Els futurs avenços tecnològics, com el mostreig de tot el genoma, ajudaran a construir "una imatge més clara de la crònica evolutiva i els patrons de diversitat subjacents que han donat lloc a una de les radiacions d'animals més extraordinàries".

## Subordre Mesothelae

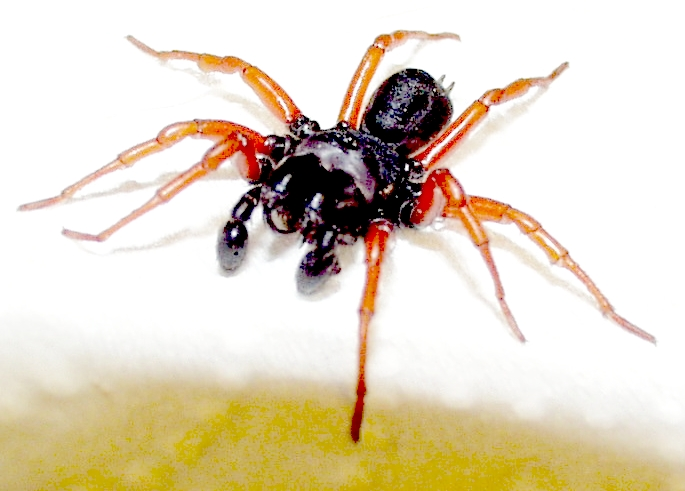
Imatge digital millorada de Sphodros rufipes que mostra l'orientació pràcticament vertical dels quelícers, una característica primordial dels Mygalomorphae.

Els mesotels (Mesothelae) s'assemblen als solífugs (Solifugae) en tenir segments en l'abdomen. Són pocs abundants i també limitats en la seva distribució geogràfica.
- Arthrolycosidae (aranyes primitives, extingides)[23]
- Arthromygalidae (aranyes primitives, extingides)[23]
- Liphistiidae (aranyes primitives)

## Subordre Opisthothelae
El subordre dels opistotels (Opisthothelae) conté les aranyes que no tenen segments diferenciats en el seu abdomen. Pot ser difícil d'observar en una inspecció superficial si els quelícers són del tipus que les classificaria com a migalomorfs o araneomorfs. Les gran aranyes, anomenades genèricament com "taràntules", són tan grans i peludes que l'observació dels quelícers és fàcil per categoritzar-les com a migalomorfs. Però en el cas d'altres individus més petits no és tan fàcil ja tan sols són una mica diferents dels araneomorfs (vegeu la imatge de Sphodros rufipes). Molts araneomorfs són immediatament identificables com a tals, ja que es troben en teranyines dissenyades per a la captura de preses o que mostren altres opcions d'hàbitat que eliminen la possibilitat que puguin ser migalomorfs.

### Infraordre Mygalomorphae

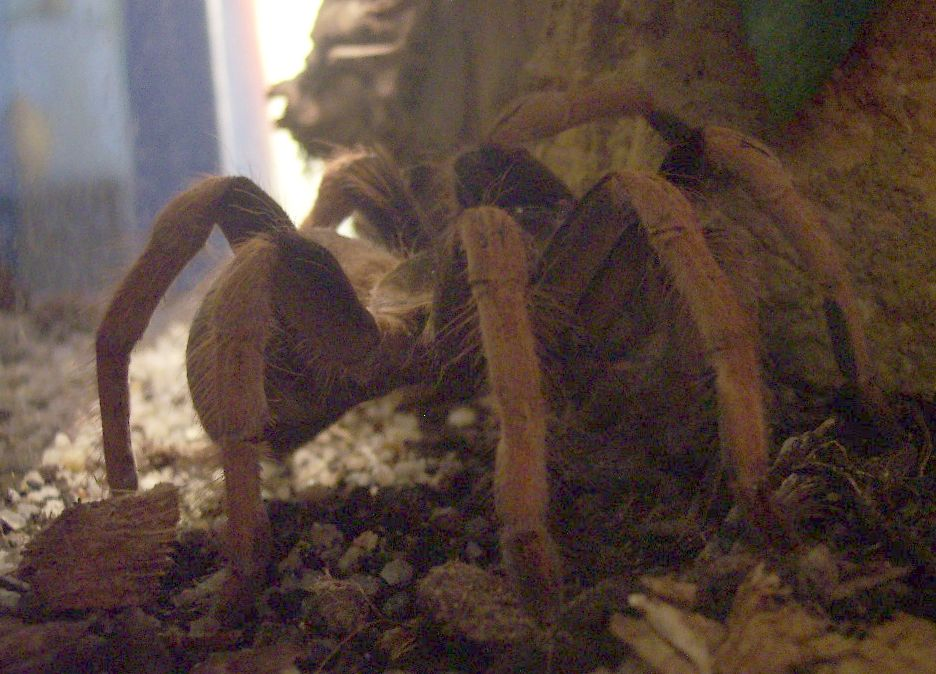
Megaphobema robustum, una de les moltes classes d'aranyes anomenades "taràntules"

Les aranyes del infraordre dels migalomorfs (Mygalomorphae) es caracteritzen per l'orientació vertical dels seus quelícers i que tenen quatre pulmons en llibre.

### Infraordre Araneomorphae

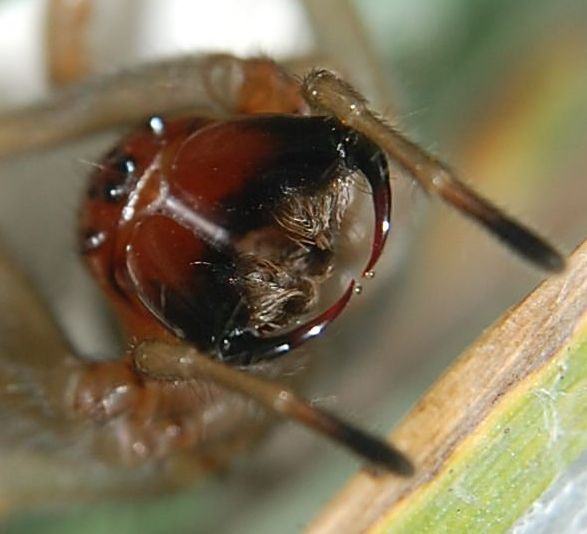
Fotografia que mostra l'orientació dels quelícers dels Araneomorphae.

La majoria de les aranyes que trobem en la nostra vida quotidiana pertanyen al infraordre dels araneomorfs (Araneomorphae). Inclou una àmplia gamma de les aranyes que als jardins teixeixen les seves característiques teranyines orbitals o les teranyines més caòtiques que hi ha pels racons de les cases; també les aranyes cranc (tomísids), que s'amaguen sobre les flors esperant per caçar insectes, i les aranyes saltadores (saltícids) que patrullen per les parets exteriors d'una casa; i així successivament. Es caracteritzen per tenir quelícers, que s'aproximen tocant-se i, habitualment, tenen un parell de pulmons en llibre.
Algunes famílies d'aranyes són:
- Pholcidae (aranyes de potes llargues)

Els fòlcids es poden veure fàcilment a les cases, magatzems, etc. amb les seves llargues potes i el cos petit. Quan algun contacte interfereix la seva web, la seva resposta característica és configurar tota la web movent-se de la forma en què una persona saltaria cap amunt i cap avall en un trampolí. No és clar perquè fan que les seves xarxes vibrin d'aquesta manera; moure la teranyina cap endavant i enrere potser augmenta la possibilitat que els insectes quedin atrapats, i els girs ràpides potser dificulta que l'aranya sigui atacada pels depredadors.
- Salticidae (aranyes saltadores)

Els individus de la família dels saltícids (Salticidae), anomenades aranyes saltadores, tenen un cefalotórax característic. Tenen vuit ulls, dos d'ells molt destacats i una visió excel·lent. La seva grandària màxima és d'uns 20 mm, però moltes espècies són molt més petites. Les espècies més grosses d'Amèrica del Nord, com Phidippus regius, P. octopunctatis, són tan pesades que no poden fer grans salts. En canvi, les més petites poden arribar a saltar moltes vegades la seva pròpia longitud corporal. Cacen en un atac les preses a l'abast com, per exemple, mosques; asseguren un fil de seguretat, com una "corda d'escalada", i després salten damunt la seva presa atrapant-la amb els quelícers. A la nit, aquestes aranyes solen amagar-se en refugis que construeixen per a la seva pròpia protecció i, quan és necessari, com a lloc per dipositar els seus ous. Sovint es poden veure en zones il·luminades pel sol, en parets, troncs d'arbres i altres superfícies.

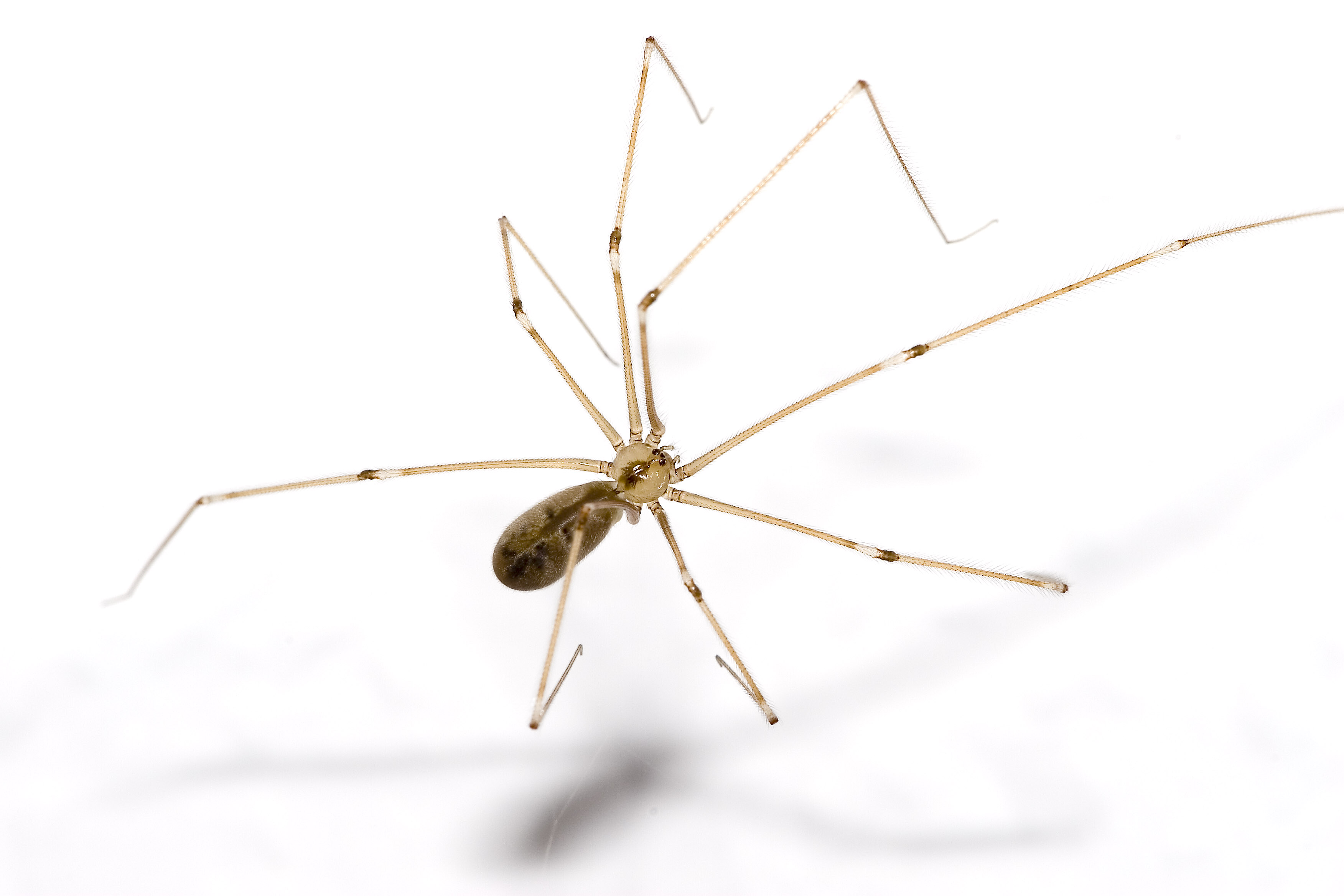
Pholcus phalangioides
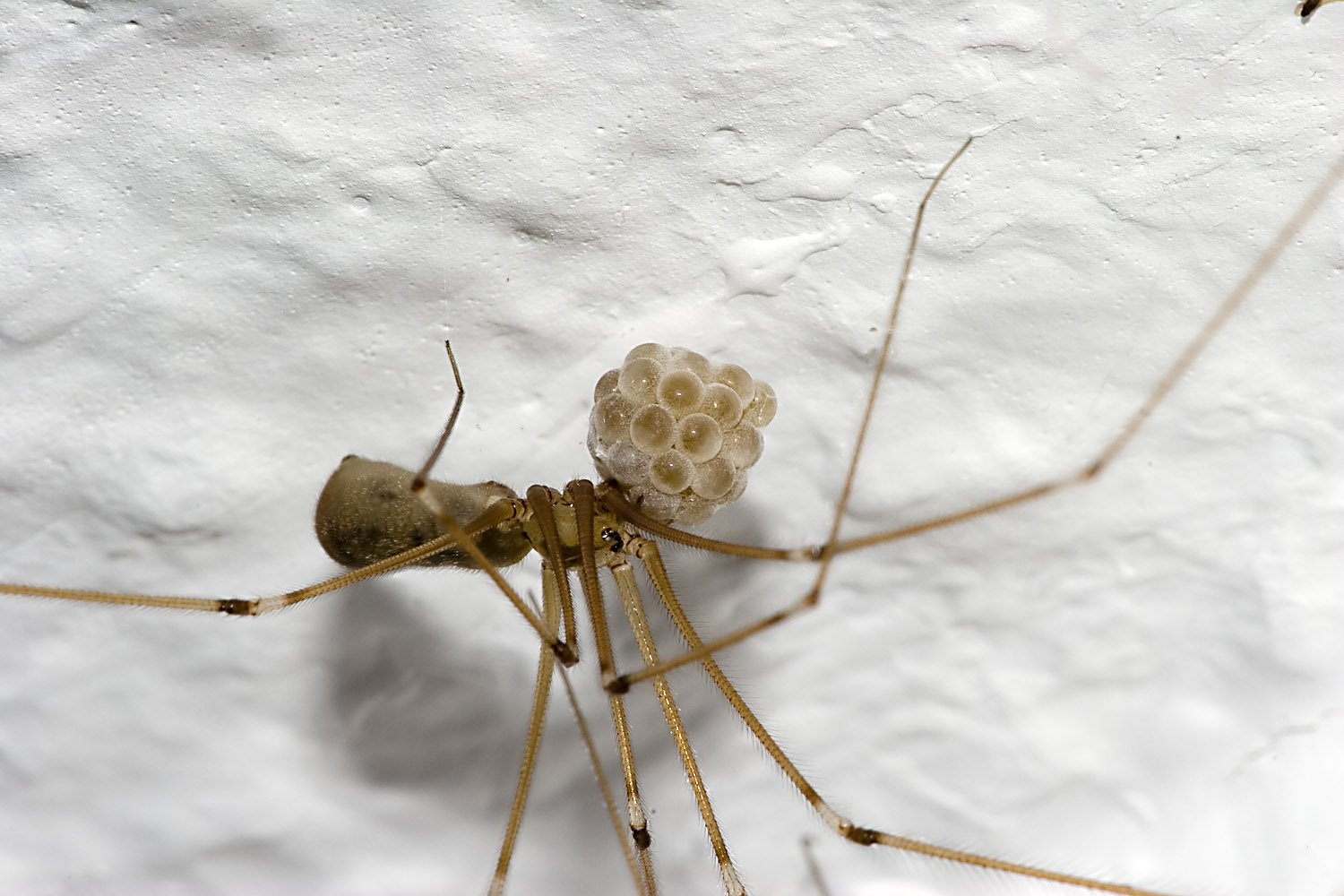
Pholcus phalangioides amb la posta d'ous
Cefalotórax "quadrat" dels saltícids
Patró d'ulls dels saltícids
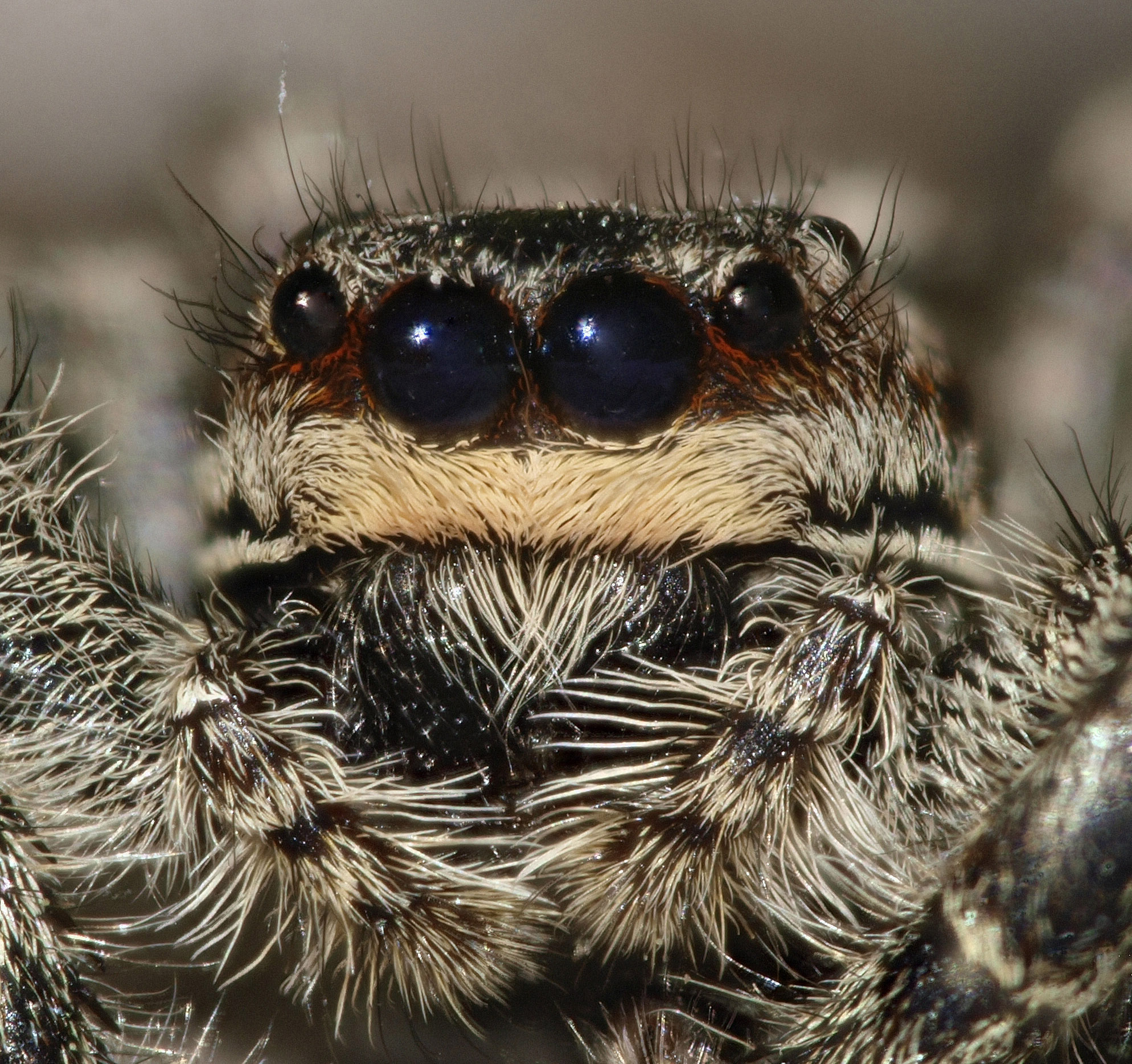
Femella de Marpissa muscosa

## Classificació per sobre de famílies
Les aranyes, tradicionalment, foren classificades en famílies que van ser agrupades en superfamílies, algunes de les quals al seu torn estaven situades en una sèrie de tàxons més alts per sota del nivell d'infraordre. Així, entre les superfamílies més nombroses dels migalomorfs hi havia bariqueloïdeus, dipluroïdeus, idiopoïdeus, nemesioïdeus i terafosoïdeus, en molts casos, amb una única família en el seu grup (bariquèlids, diplúrids, idiòpids, nemèsids). Entre els araneomorfs, destaquen araneoïdeus (14 famílies), licosoïdeus (12 famílies), gnafosoïdeus (7 famílies), dictinoïdeus (6 famílies), arqueoïdeus (5 famílies), disderoïdeus i escitodoïdeus (4 famílies), folcoïdeus, leptonetoïdeus i palpimanoïdeus (3 famílies). La resta, contenen dues famílies (per ex., tomisoïdeus, uloboroïdeus o titanecoïdeus) o una única família (per ex., salticoïdeus, esparassoïdeus, zodarioïdeus).
Quan es van aplicar anàlisis més rigorosos, com la cladística, es va fer evident que la major part de les principals agrupacions utilitzades durant el segle XX no eren compatibles amb les noves dades. Moltes de les decisions taxonòmiques es basaven en caràcters compartits heretats dels avantpassats que pertanyien a múltiples clades (plesiomorfia), en comptes de ser caràcters distintius originats només en els ancestres d'aquell clade (apomorfia). Jonathan A. Coddington, el 2005, afirma que s'han anat substituint els llibres i les publicacions generals publicades en les dues darreres dècades, a partir dels anys 80. Actualment, els llistats d'aranyes, com ara el World Spider Catalog, ja ignoren la classificació per sobre del nivell familiar. A nivell superior, la filogènia de les aranyes es discuteix freqüentment amb noms de clades informals, com ara el "clade RTA", el "clade calmistrum oval" o el "clade cribellum dividit". Els noms utilitzats anteriorment s'utilitzen formalment com a noms de clades com, per ex., Entelegynae i Orbiculariae.

## Taula de les famílies d'aranyes
A continuació es presenta un quadre amb la classificació de les aranyes, que formen un ordre d'artròpodes dins la classe Arachnida. Es creu que podrien existir més de 200.000 espècies. Per tant, aquesta classificació podrà anar variant en funció dels descobriments de noves espècies que es van realitzant.
Les famílies amb més de 1.000 espècies descrites són: saltícids (6.115), linífids (4.566), aranèids (3.128), licòsids (2.419), terídids (2.503), tomísids (2.171), gnafòsids (2.220), oonòpids (1.801), fòlcids (1.666), agelènids (1282), esparàssids (1.224) i zodàrids (1.153).
| Gènere  | 1   | ≥2  | ≥10  | ≥100  |
| Espècie | 1–9 | ≥10 | ≥100 | ≥1000 |

| Família                      | Gènere | Espècie | Nom popular                             | Exemple                       |
| ---------------------------- | ------ | ------- | --------------------------------------- | ----------------------------- |
| Mesothelae                   |        |         |                                         |                               |
| Liphistiidae                 | 8      | 117     | aranya segmentada                       | Heptathela kimurai            |
| Opisthothelae: Mygalomorphae |        |         |                                         |                               |
| Actinopodidae                | 3      | 69      | aranya ratolí oriental                  | Missulena bradleyi            |
| Antrodiaetidae               | 2      | 32      | aranya de trampa plegable               | Antrodiaetus riversi          |
| Atracidae                    | 3      | 35      | aranya de teranyina d'embut australiana | Atrax robustus                |
| Atypidae                     | 3      | 54      |                                         | Sphodros rufipes              |
| Barychelidae                 | 42     | 295     |                                         | Sason sundaicum               |
| Ctenizidae                   | 3      | 52      |                                         | Cteniza sauvagesi             |
| Cyrtaucheniidae              | 11     | 118     |                                         | Amblyocarenum nuragicus       |
| Dipluridae                   | 25     | 198     | taràntula de teranyina en tub           | Microhexura montivaga         |
| Euctenizidae                 | 7      | 76      |                                         | Aptostichus simus             |
| Halonoproctidae              | 6      | 87      |                                         | Bothriocyrtum californicum    |
| Hexathelidae                 | 7      | 45      | taràntula de teranyina en tub           | Hexathele hochstetteri        |
| Idiopidae                    | 22     | 400     | aranya de trampa blindada               | Idiosoma nigrum               |
| Macrothelidae                | 1      | 26      |                                         | Macrothele calpeiana          |
| Mecicobothriidae             | 4      | 9       | taràntula nana                          | Megahexura fulva              |
| Microstigmatidae             | 8      | 24      |                                         | Envia garciai                 |
| Migidae                      | 11     | 97      |                                         | Calathotarsus simoni          |
| Nemesiidae                   | 45     | 422     |                                         | Aname atra                    |
| Paratropididae               | 4      | 11      | aranya de potes calbes                  | Paratropis tuxtlensis         |
| Porrhothelidae               | 1      | 5       |                                         | Porrhothele antipodiana       |
| Theraphosidae                | 146    | 999     | aranya goliat                           | Theraphosa blondi             |
| Opisthothelae: Araneomorphae |        |         |                                         |                               |
| Agelenidae                   | 81     | 1301    | aranya de teranyina d'embut             | Tegenaria agrestis            |
| Amaurobiidae                 | 49     | 276     | aranya de niu enredat                   | Callobius claustrarius        |
| Ammoxenidae                  | 4      | 18      | aranya caçadora de termites             | Ammoxenus coccineus           |
| Anapidae                     | 58     | 223     |                                         | Anapis hetschki               |
| Anyphaenidae                 | 56     | 563     |                                         | Hibana velox                  |
| Araneidae                    | 175    | 3127    | aranya de teranyina orbital             | Zygiella x-notata             |
| Archaeidae                   | 5      | 90      | aranya pelicà                           | Madagascarchaea gracilicollis |
| Arkyidae                     | 2      | 37      |                                         | Arkys curtulus                |
| Austrochilidae               | 3      | 10      |                                         | Hickmania troglodytes         |
| Caponiidae                   | 18     | 119     |                                         | Diploglena capensis           |
| Cheiracanthiidae             | 12     | 351     |                                         | Cheiracanthium occidentale    |
| Cithaeronidae                | 2      | 8       |                                         | Cithaeron praedonius          |
| Clubionidae                  | 16     | 634     | aranya de sac                           | Clubiona trivialis            |
| Corinnidae                   | 67     | 785     |                                         | Castianeira cingulata         |
| Ctenidae                     | 47     | 525     | aranya errant                           | Phoneutria fera               |
| Cyatholipidae                | 23     | 58      |                                         | Cyatholipus hirsutissimus     |
| Cybaeidae                    | 19     | 260     |                                         | Argyroneta aquatica           |
| Cycloctenidae                | 8      | 80      |                                         | Cycloctenus flaviceps         |
| Deinopidae                   | 2      | 65      | aranya amb cara d'ogre                  | Deinopis subrufa              |
| Desidae                      | 60     | 297     | aranya intermareal                      | Phryganoporus candidus        |
| Dictynidae                   | 52     | 464     |                                         | Argyroneta aquatica           |
| Diguetidae                   | 2      | 15      |                                         | Diguetia canities             |
| Drymusidae                   | 2      | 17      | falsa aranya violí                      | Drymusa nubila                |
| Dysderidae                   | 24     | 569     |                                         | Dysdera crocata               |
| Eresidae                     | 9      | 99      | aranya de vellut                        | Eresus sandaliatus            |
| Filistatidae                 | 19     | 164     |                                         | Kukulcania hibernalis         |
| Gallieniellidae              | 10     | 56      |                                         | Gallieniella mygaloides       |
| Gnaphosidae                  | 158    | 2530    | aranya de terra                         | Drassodes lapidosus           |
| Gradungulidae                | 7      | 16      |                                         | Gradungula sorenseni          |
| Hahniidae                    | 23     | 347     | aranya de fulla nana                    | Hahnia hauseri                |
| Hersiliidae                  | 16     | 181     | aranya de dues cues                     | Hersilia savignyi             |
| Homalonychidae               | 1      | 3       |                                         | Homalonychus selenopoides     |
| Huttoniidae                  | 1      | 1       |                                         | Huttonia palpimanoides        |
| Hypochilidae                 | 2      | 12      | aranya pantalla de llum                 | Hypochilus thorelli           |
| Lamponidae                   | 23     | 192     |                                         | Lampona murina                |
| Leptonetidae                 | 21     | 346     |                                         | Leptoneta infuscata           |
| Linyphiidae                  | 607    | 4566    |                                         | Linyphia triangularis         |
| Liocranidae                  | 31     | 272     |                                         | Agroeca brunnea               |
| Lycosidae                    | 124    | 2419    | aranya llop                             | Lycosa tarantula              |
| Malkaridae                   | 11     | 46      |                                         | Malkara loricata              |
| Mecysmaucheniidae            | 7      | 25      |                                         | Mecysmauchenius segmentatus   |
| Megadictynidae               | 2      | 2       |                                         | Megadictyna thilenii          |
| Mimetidae                    | 12     | 152     | aranya pirata                           | Ero furcata                   |
| Miturgidae                   | 29     | 130     |                                         | Zora silvestris               |
| Mysmenidae                   | 13     | 137     |                                         | Trogloneta granulum           |
| Nesticidae                   | 16     | 278     |                                         | Kryptonesticus eremita        |
| Nicodamidae                  | 7      | 27      |                                         | Nicodamus peregrinus          |
| Ochyroceratidae              | 20     | 216     |                                         | Theotima minutissima          |
| Oecobiidae                   | 6      | 113     | aranya de teranyina en disc             | Uroctea durandi               |
| Oonopidae                    | 114    | 1801    | aranya caçadora nana                    | Oonops domesticus             |
| Orsolobidae                  | 30     | 188     |                                         | Orsolobus singularis          |
| Oxyopidae                    | 9      | 457     | aranya linx                             | Oxyopes heterophthalmus       |
| Pacullidae                   | 4      | 38      |                                         | Paculla granulosa             |
| Palpimanidae                 | 18     | 150     |                                         | Palpimanus gibbulus           |
| Penestomidae                 | 1      | 9       |                                         | Penestomus planus             |
| Periegopidae                 | 1      | 3       |                                         | Periegops suterii             |
| Philodromidae                | 30     | 539     |                                         | Philodromus dispar            |
| Pholcidae                    | 77     | 1666    | aranya de potes llargues                | Pholcus phalangioides         |
| Phrurolithidae               | 13     | 205     |                                         | Phrurolithus festivus         |
| Physoglenidae                | 13     | 72      |                                         | Physoglenes vivesi            |
| Phyxelididae                 | 14     | 64      |                                         | Phyxelida makapanensis        |
| Pimoidae                     | 4      | 41      |                                         | Pimoa rupicola                |
| Pisauridae                   | 51     | 356     | nursery web spiders                     | Pisaura mirabilis             |
| Plectreuridae                | 2      | 31      | aranya caçadora primitiva               | Plectreurys tristis           |
| Psechridae                   | 2      | 61      |                                         | Psechrus argentatus           |
| Salticidae                   | 635    | 6080    | aranya saltadora                        | Salticus scenicus             |
| Scytodidae                   | 5      | 248     | aranya escupidora                       | Scytodes thoracica            |
| Segestriidae                 | 4      | 130     |                                         | Segestria florentina          |
| Selenopidae                  | 10     | 257     | aranya cranc de paret                   | Selenops radiatus             |
| Senoculidae                  | 1      | 31      |                                         | Senoculus maronicus           |
| Sicariidae                   | 3      | 1623    | aranya reclusa                          | Loxosceles rufescens          |
| Sparassidae                  | 88     | 1224    | aranya caçadora                         | Micrommata virescens          |
| Stenochilidae                | 2      | 13      |                                         | Stenochilus hobsoni           |
| Stiphidiidae                 | 20     | 125     | sheetweb spiders                        | Stiphidion facetum            |
| Symphytognathidae            | 8      | 73      |                                         | Patu digua                    |
| Synaphridae                  | 3      | 13      |                                         | Synaphris letourneuxi         |
| Synotaxidae                  | 1      | 11      |                                         | Synotaxus turbinatus          |
| Telemidae                    | 10     | 79      |                                         | Telema tenella                |
| Tetrablemmidae               | 27     | 129     | aranya blindada                         | Tetrablemma medioculatum      |
| Tetragnathidae               | 48     | 996     | aranya de mandíbules llargues           | Tetragnatha extensa           |
| Theridiidae                  | 124    | 2503    |                                         | Latrodectus hasselti          |
| Theridiosomatidae            | 19     | 124     |                                         | Theridiosoma gemmosum         |
| Thomisidae                   | 170    | 2171    | aranya cranc                            | Misumena vatia                |
| Titanoecidae                 | 5      | 53      |                                         | Titanoeca quadriguttata       |
| Toxopidae                    | 14     | 82      |                                         | Toxops montanus               |
| Trachelidae                  | 18     | 232     |                                         | Trachelas minor               |
| Trechaleidae                 | 16     | 120     |                                         | Trechalea longitarsis         |
| Trochanteriidae              | 19     | 153     |                                         | Trochanteria ranuncula        |
| Trogloraptoridae             | 1      | 1       |                                         | Trogloraptor marchingtoni     |
| Udubidae                     | 4      | 15      |                                         | Uduba madagascariensis        |
| Uloboridae                   | 19     | 283     |                                         | Uloborus walckenaerius        |
| Viridasiidae                 | 2      | 9       |                                         | Viridasius fasciatus          |
| Xenoctenidae                 | 4      | 33      |                                         | Xenoctenus unguiculatus       |
| Zodariidae                   | 85     | 1141    | aranya formiga                          | Zodarion minutum              |
| Zoropsidae                   | 26     | 180     |                                         | Zoropsis spinimana            |
| 117                          | 4.092  | 49.041  | Total                                   |                               |